# Alex Lemun
Alex Lemun Saavedra (Victoria, 10 de mayo de 1985-Temuco, 12 de noviembre de 2002) fue un joven estudiante chileno y comunero mapuche, perteneciente a la comunidad Requen Lemun, que murió a los 17 años de edad, en el contexto de un acto de ocupación de terrenos realizada por parte de la comunidad "Aguas Buenas", en el fundo Santa Alicia (comuna de Angol), perteneciente a la empresa Forestal Mininco.

## Muerte y sentencias
El 5 de noviembre de 2002, un piquete de tres carabineros sorprendió a la comunidad Aguas Buenas en la ocupación ilegal del fundo forestal Santa Alicia, en la comuna de Angol, región de la Araucanía. Según los comuneros, querían recuperar parte del espacio territorial histórico del Lof, cuyo dueño legal era Forestal Mininco. 
Los ocupantes, al divisar a los carabineros, se replegaron para enfrentarlos. El escuadrón de la fuerza pública usó gases lacrimógenos y balas antimotín, mientras que los comuneros lanzaban piedras con hondas (wetruve). Luego los policías —que cumplían la misión que les había encomendado el jefe de Zona de la región, general José Alejandro Bernales, que más tarde llegaría a ser director nacional de Carabineros, de verificar la existencia de una ocupación de tierras— utilizaron sus armas de servicio. Durante el enfrentamiento, Alex Lemún recibió en la cabeza el impacto de un perdigón de plomo de una escopeta Winchester calibre 12 (la misma que 3 años atrás había matado a Daniel Menco), disparado por el mayor Marco Aurelio Treuer. Lemún murió 5 días más tarde en el hospital de Temuco, el 12 de noviembre de 2002.
Dos semanas después, el fiscal regional de Temuco se declaró oficialmente incompetente para continuar con el caso, trasladándose la investigación al fiscal militar de Angol debido a que las pruebas existentes indicaban que un oficial podría ser el responsable. Tras una extensa y secreta investigación interna por parte de las instituciones policiales (Carabineros y PDI), este formuló cargos contra Treuer por "violencia innecesaria con resultado de muerte". El fiscal concluyó que cuando el mayor Treuer efectuó el disparo mortal no existía un peligro real e inminente para su integridad y la de sus subordinados que justificara utilizar la escopeta de la forma que se hizo, razón por lo que la violencia ejercida en el momento de los hechos fue del todo innecesaria y no encuentra motivo racional que la justifique.

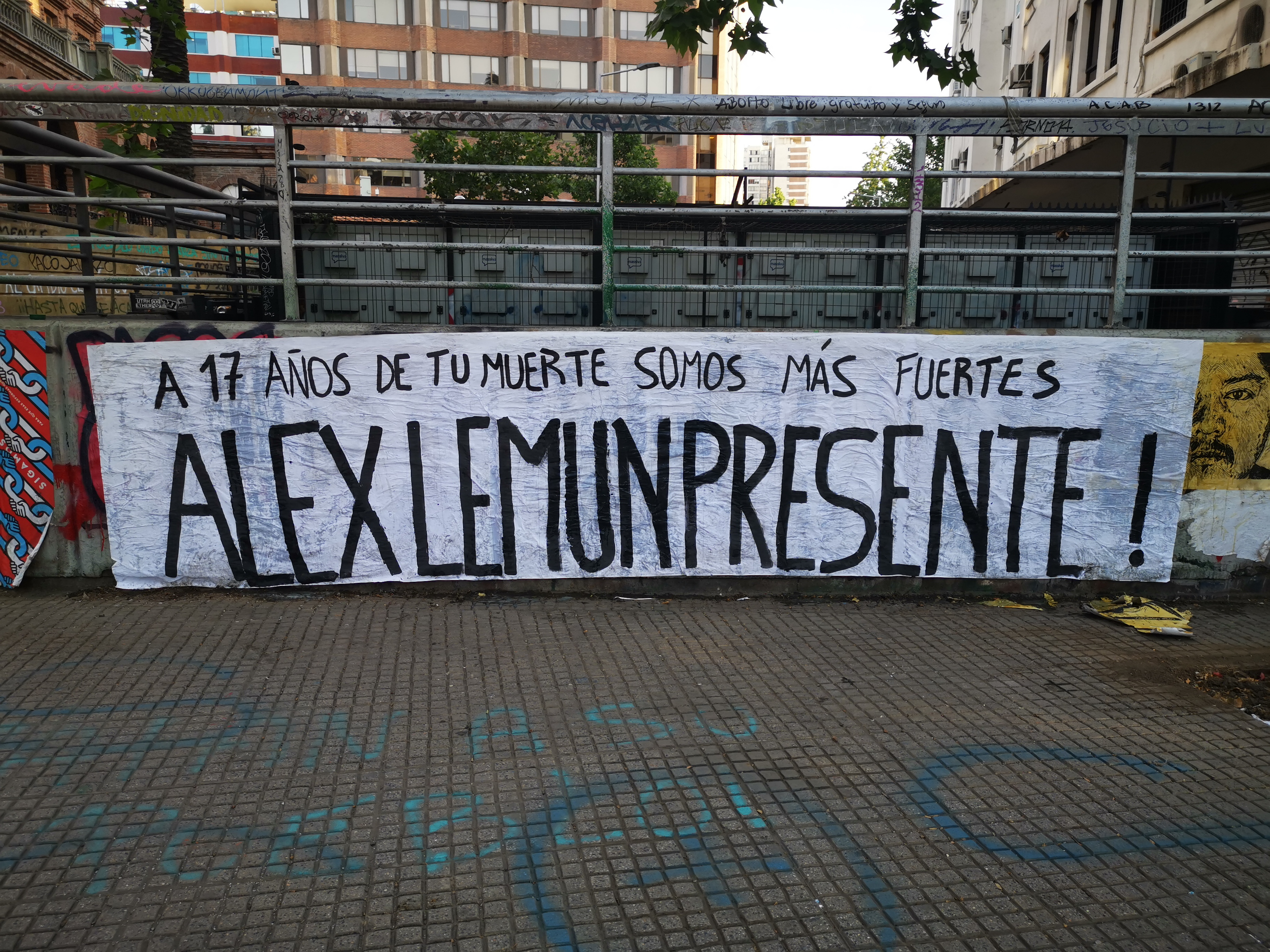
Pancarta en memoria de Álex Lemun instalado en Santiago durante las protestas de 2019.

Treuer apeló a la Corte Marcial, la cual decidió retirar los cargos formulados en contra del policía. La corte estaba aparentemente satisfecha con la versión ofrecida por el mayor en su defensa: Treuer sostuvo que había oído un disparo y una bala había pasado cerca de él y sus hombres, y había decidido utilizar munición real para protegerlos. Aparte de la policía, ningún otro testigo respaldó esta versión ni se encontraron pruebas materiales que demostraran que los ocupantes habían disparado un arma; no se halló ningún casquillo de bala aparte de los usados por la policía, y Alex Lemún dio negativo en la prueba de hidrocarburos. Los intentos de los abogados que representan a la familia Lemún para revocar el fallo de la Corte Marcial y persuadir al fiscal militar de reanudar el enjuiciamiento no tuvieron éxito, y en su oportunidad no se recurrió de casación a la Corte Suprema respecto del fallo que decretó el sobreseimiento.
Sin embargo, en 2017 la Corte Suprema, a instancia de la Comisión Interamericana de Derechos Humanos, dispuso reabrir el caso sobreseído temporalmente, y que fuera investigado por la justicia civil. Lo que llevó al Juzgado de Garantía de Angol, a fines de septiembre de 2018, decretar la prisión preventiva para Treuer durante los cuatro meses que dure la investigación. Hecho que fue apelado por la defensa, pero rechazado por la Corte Suprema.
La defensa solicitó el sobreseimiento de Treuer, lo que fue rechazado por el Juzgado de Garantía de Angol el 3 de mayo de 2019, y confirmado por la Corte de Apelaciones de Temuco el 23 del mismo mes. La investigación fue cerrada en noviembre de 2019, solicitando la fiscalía 10 años de presidio efectivo para Marco Aurelio Treuer como autor de homicidio.
En octubre de 2021, el Tribunal Oral en lo Penal de Angol dictó un veredicto unánime de condena en contra de Marco Aurelio Treuer por el delito de homicidio simple. La pena consistió en tres años de presidio, pero el tribunal tuvo por cumplida la condena debido al tiempo que el imputado estuvo sujeto a medidas cautelares durante la tramitación del juicio, como prisión preventiva y arresto domiciliario. El 14 de diciembre de 2021, la Corte de Apelaciones de Temuco acogió un recurso de nulidad interpuesto por el Ministerio Público y ordenó la realización de un nuevo juicio. Según la Corte, la sentencia del tribunal de Angol no justificó la aplicación de la atenuante de colaboración sustancial al esclarecimiento de los hechos ni la existencia de una agresión ilegítima actual o inminente.